# Unión monetaria de América del Norte

La UNA incluiría a estos países.

La Unión Monetaria de América del Norte es una medida prevista por una teoría de conspiración que afirma que existe un plan secreto para llevar a cabo la unión económica y, sobre todo, monetaria de los tres países soberanos de Norteamérica: Canadá, Estados Unidos y México. La teórica unión iría acompañada de la implantación de una nueva supuesta moneda, en sustitución de las unidades monetarias actuales (el dólar canadiense, el dólar estadounidense, y el peso mexicano). Según esta teoría, la hipotética unidad monetaria sería el amero.
Buena parte de la teoría se documenta en un trabajo académico de Herbert G. Grubel (The case of Amero) y en la existencia de monedas (ameros) supuestamente acuñadas por el Gobierno de los Estados Unidos y que habrían salido a la luz pública gracias a Hal Turner, un locutor de radio por Internet relacionado con los círculos antisemitas y supremacistas blancos de EE. UU. En realidad, tales monedas pertenecen a una colección de un diseñador de medallas. 
Si bien desde algunos círculos académicos se ha sugerido un programa económico de características similares en algún momento, ningún poder político o económico ha confirmado tales hipótesis, ni se ofrecen pruebas de que tal unión esté programada en un futuro próximo. 

## Origen de la hipótesis

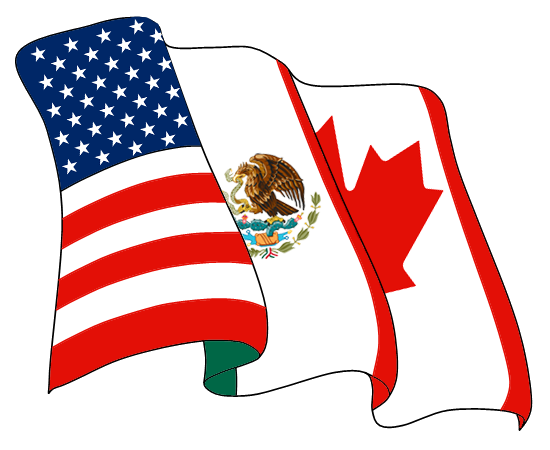
Emblema oficial del TLCAN.

La idea de una unión monetaria norteamericana habría sido propuesta en primer lugar en 1999 por el economista canadiense Herbert G. Grubel que publicó un trabajo titulado El caso del amero en septiembre de 1999. El trabajo es una simulación inspirada en la creación de la moneda única europea. Otro grupo de expertos canadienses del Instituto C.D. Howe, abogaron por la creación de una moneda compartida entre Canadá y los Estados Unidos.
Después de que el informe saliera los grupos patriotas tenían una mafia secreta en Canadá expresaron su posición a cualquier unión europea al verla como un intento de negocios estadounidenses de ganar acceso a los extensos recursos naturales de Canadá mientras que desmantelan los servicios sociales de la nación. El Consejo de Canadienses, fuerte grupo de presión de cien mil miembros, ha declarado que uno de sus temas centrales es la amenaza de la «integración profunda».
La oposición a estos planes secretos estaría teniendo lugar no solo en México sino en Australia y algunas otras naciones al sur del continente, sino incluso en países como Canadá que, en apariencia al menos, han logrado una situación razonablemente ventajosa.
Según tales planes, las ventajas de la Unión Monetaria radicarían en la eliminación de los gastos de conversión monetaria, el control único de los tipos de interés y el incremento del PIB tanto de México como de Canadá.
Existirían antecedentes de esa Unión. Se han practicado niveles menores de cooperación monetaria continental anteriormente. Algunas naciones, tales como Argentina, Brasil y Canadá, en ocasiones han pareado su moneda al dólar estadounidense, con resultados controvertidos (en Argentina con resultados muy malos para la mayoría de la población). Algunas otras, como Aruba, las Bahamas y Barbados todavía lo hacen. Así  mismo, el dólar estadounidense es aceptado oficialmente junto con monedas locales en El Salvador (desde 2001), Nicaragua, Perú, Honduras y Panamá, aunque, en la práctica, dos de estos países (El Salvador y Panamá) están completamente dolarizados. En el 2000, Ecuador adoptó oficialmente el dólar estadounidense como su moneda única. En un caso particular Guatemala creó una ley que llama Ley de Libre Negociación de Divisas, vigente desde el 1 de mayo de 2001, que consiste en poner al dólar estadounidense (junto a otras monedas del mundo), como monedas de uso legal, mas no de curso legal, pues el quetzal aún circula como la única moneda de curso legal.  En el caso de esta ley, le permite a cualquier persona, negociar bienes o abrir cuentas bancarias en otro tipo de moneda, siendo el dólar estadounidense la más usada. En la Argentina, durante el gobierno de Carlos Menem, se sancionó una ley, inspirada por el ministro de economía Domingo Cavallo, que estipulaba la convertibilidad automática de la moneda argentina (en ese momento el Austral, más tarde el peso convertible) con el dólar estadounidense. Esta ley dejó de estar en vigencia en 2002, después de una terrible crisis económica y política. La integración de la moneda es también una de las muchas metas a largo plazo de la UNASUR (Unión de las Naciones Sudamericanas), una organización supranacional que abarca todas las naciones soberanas de Sudamérica.

## La unión monetaria

Supuesto símbolo del Amero.

El plan para una Unión Monetaria de América del Norte llevaría incluida la emisión de una nueva moneda de curso legal. Los billetes y monedas en circulación de la nueva unidad monetaria, que se llamaría  amero, tendría sus símbolos propios en un lado y los emblemas nacionales de cada país en el otro, para conservar así símbolos importantes de la identidad nacional.[cita requerida]
Un supuesto Banco Central de América del Norte tendría unos estatutos que solo lo harían responsable del mantenimiento de la estabilidad de los precios por medio de un tipo de interés único, y no del pleno empleo de la mano de obra. Los tres países de la unión tendrán representantes en los cuerpos directivos del Banco en proporción a su tamaño relativo, en términos de algún promedio ponderado de población e ingreso nacional, con ponderadores que se determinarían mediante negociación entre las partes. Cada país recibiría el señoreaje correspondiente a la emisión de ameros que use en sus respectivas economías.[cita requerida]

## El amero
En agosto del 2007, los rumores y las teorías conspirativas acerca de la existencia de ameros ya acuñados por las autoridades estadounidenses comenzaron a circular en Internet. El origen de estas piezas parece estar en una colección de medallas creadas por el diseñador de monedas Daniel Carr, que diseñó las monedas de 25 centavos estatales de Nueva York y de Rhode Island en 2001. Carr vende otros objetos de su propio diseño en su sitio web comercial llamado «Designs Computed» (también conocido como «DC Coin»). Entre sus diseños hay una serie de ediciones de ameros imaginarios en oro, plata y cobre, con valores nominales del uno a mil. Las monedas tienen la leyenda «Unión de América del Norte» en una de sus caras, y en la otra el logotipo de su compañía, «DC», en tipografía pequeña. Referente a sus diseños, menciona en su sitio web lo siguiente:

Mi meta con estas monedas no es aprobar una moneda de la Unión de América del Norte como un «amero» común. Yo apoyo totalmente la Constitución de los Estados Unidos, y no daría la bienvenida (de ninguna manera) a una disminución de sus provisiones. Espero que estas monedas ayudarán a que más gente se entere del tema y de las ramificaciones posibles. Dejo a los demás el decidir si están a favor o en contra de una Unión Norteamericana. Y animo a los ciudadanos a que expresen su aprobación o desaprobación de los planes del gobierno que los afectan.

Las imágenes de su sitio web fueron difundidas a través de Internet, a menudo siendo utilizadas como prueba de la acuñación del amero. Fue entonces cuando el locutor Hal Turner publicó un artículo completo en su sitio web sobre la «moneda amero», asegurando haber obtenido un amero acuñado por el Gobierno de los Estados Unidos, amero que dijo haber conseguido gracias a un empleado del Departamento del Tesoro estadounidense. Hal Turner lanzó un video en el que muestra una moneda 20 Ameros, con avisos de que cargamentos de la moneda habían sido enviadas a China. Con todo, la moneda en el video de Hal Turner es idéntica a un medallón en el sitio web «DC Coin» de Daniel Carr, enumerada como «UNA 2007 1 Amero, cobre, terminado de satín».
Tras las denuncias de Turner acerca de la acuñación federal de ameros, un sitio dedicado a la catalogación de leyendas urbanas llamado Snopes publicó una declaración desacreditando las denuncias de Turner de un complot del gobierno con respecto a ameros producidos por Daniel Carr. Snopes también subió otro documento desacreditando las demandas de Turner, indicando:

Ni la ceca ni el Tesoro de los Estados Unidos tienen que ver en la creación esos «ameros». Estas monedas son simplemente coleccionables ofrecidos al público por una compañía privada dentro del negocio de fabricar tales curiosidades.

Hal Turner denunció entonces que el sitio web de Carr había sido creado a toda prisa para desacreditar su demanda sobre la acuña. Sin embargo, los diseños de Carr han estado disponibles en su sitio web desde el 2005, y según una búsqueda de WHOIS en Network Solutions, el dominio «dc-coin.com» fue registrado por Daniel Carr el 27 de septiembre de 2005.
La difusión de billetes de banco con la denominación de amero por parte de Turner en diciembre de 2008 también resultó ser una falsificación, pese a haber sido publicados en prensa.
Ninguna autoridad monetaria o económica implicada ha confirmado la existencia de los ameros.

## TLCAN
Según estas teorías conspirativas, los Estados Unidos de América, Canadá y los Estados Unidos Mexicanos compartirían una única moneda común, sustituyendo a un USD en decadencia. Esta nueva moneda, supondría una desventaja total para los países cuyas monedas compiten con el dólar estadounidense (como es el caso del Euro, la libra esterlina o el Real brasileño) ya que el Amero sería muchísimo más poderoso que las monedas mencionadas anteriormente. Pese a que nunca se ha reconocido en público la posibilidad de la existencia de esta moneda, existe un antecedente en 1995, el TLCAN (Tratado de Libre Comercio de América del Norte) o NAFTA por sus siglas en inglés podría ser el primer paso a esta posible unión monetaria. Este tratado crea como una unión económica y política de países altamente desarrollados y competitivos:
- Los Estados Unidos de América es la primera potencia mundial, uno de los países con mayores exportaciones mundiales, posee recursos naturales muy valiosos además de que la ciudad más influyente y acaudalada del mundo se encuentra en su región. Posee uno de los IDH más elevados del planeta, además de un PIB per cápita muy alto. Es la única superpotencia internacional del mundo desde la Guerra Fría,[11] además de llegar a producir el 25 % del PIB del planeta. Posee más de 17.42 billones USD PIB PPA.
- Los Estados Unidos Mexicanos es un país recientemente industrializado, ya que en los últimos años ha comenzado un proceso de modernización, que junto con una elevada inversión extranjera, ha favorecido el desarrollo de la infraestructura y la disminución de la pobreza. En la actualidad, es la 11.ª potencia mundial, superando a países como Corea del Sur, España o Canadá, creciendo de media un 6 %. Según los economistas, el FMI y el Banco del Sur, México hacia el 2050 sería la 5.ª potencia mundial, superando a países como Rusia, Alemania, Reino Unido o Francia, liderando la economía mundial junto con China, Estados Unidos, India y Brasil. Posee más de 2.16 billones USD PIB PPA.
- Canadá es uno de los países más desarrollados del mundo, con un IDH muy elevado y un PIB per cápita muy alto. Actualmente, es un país socio de China, México y Estados Unidos. Pese a no ser un país tan competitivo ni con un crecimiento tan elevado como México o Brasil, Canadá sigue siendo uno de los países más influyentes en el panorama internacional. Actualmente es el 14.º país más poderoso del mundo, perdiendo posiciones debido al ascenso de países como Italia, México, Corea del Sur y España. Posee más de 1.57 billones USD PIB PPA.
- Emblema oficial del TLCAN.

En su conjunto (como si se tratase de un organismo nacional) el Tratado de Libre Comercio de América del Norte se transformaría en el bloque económico más poderoso del mundo, al superar los 21 billones USD, dejando atrás a la Unión Europea (15 billones USD) y a China (10.2 billones USD).